# Maria Knissel
Maria Knissel (* 1964 in Balve, NRW) ist eine deutsche Autorin.

## Leben
Maria Knissel wuchs im Sauerland auf, studierte Umwelttechnik in Berlin, arbeitete in der Hauptstadt und in Südhessen, zeitweise auch in Kalifornien, Indien und Nordnorwegen. Ihr literarisches Debüt Der Klarinettist erschien 2007, drei Romane folgten: Drei Worte auf einmal (2012), Spring! (2015) und Letzte Meile (2019), die im Frankfurter Societäts-Verlag publiziert werden konnten und dadurch überregional bekannt wurden.
Von 2004 bis 2015 gehörte Maria Knissel der Darmstädter Textwerkstatt im Zentrum für junge Literatur an. Die Leitung hatte der Schriftsteller Kurt Drawert inne.
Seit 2015 lebt sie in Kassel. Sie leitet die Textwerkstatt im Literaturhaus Nordhessen und ist Beisitzerin im Vorstand des Literaturhauses.
Als Autorin und als Pressesprecherin der bundesweiten Initiative Autoren helfen engagierte sich Maria Knissel gemeinsam mit vielen Autoren für soziale Projekte, insbesondere für Geflüchtete. Sie ist Mitglied des Montségur Autorenforums und im Verband deutscher Schriftstellerinnen und Schriftsteller (VS).
Sie ist mit dem Ingenieur Jens Knissel verheiratet.  

## Werke

### Bücher
- Der Klarinettist. Roman. Wiesenburg-Verlag, Schweinfurt 2007, ISBN 978-3-939518-68-6.
- Drei Worte auf einmal. Roman. Societäts-Verlag, Frankfurt am Main 2012, ISBN 978-3-942921-82-4.
- Spring! Roman. Societäts-Verlag, Frankfurt am Main 2015, ISBN 978-3-95542-144-1.
- Letzte Meile. Roman. Societäts-Verlag, Frankfurt am Main 2019, ISBN 978-3-95542-345-2

### Beiträge, Auswahl
- Großer Bruder. In: Kasinostraße 3. 15 Jahre Darmstädter Textwerkstatt. Hrsg. von Kurt Drawert. Poetenladen, Leipzig 2014, ISBN 978-3-940691-50-7.
- Spring! Romanauszug. In: Bawülon Süddeutsche Matrix für Literatur und Kunst. Pop-Verlag, Ludwigsburg 2015.

## Würdigungen
- 2010: Förderstipendium des Hessischen Ministeriums für Wissenschaft und Kunst (für das Romanprojekt „Drei Worte auf einmal“)
- 2012: Förderstipendium des Hessischen Ministeriums für Wissenschaft und Kunst (für das Romanprojekt „Spring!“)
- 2015: Förderstipendium des Hessischen Ministeriums für Wissenschaft und Kunst (für das Romanprojekt „Letzte Meile“)